# Fulgence Bienvenüe

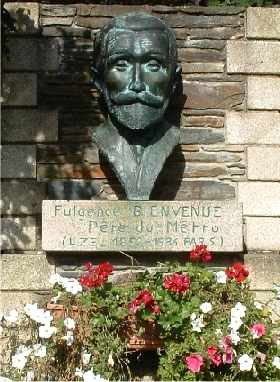
buste van Fulgence Bienvenüe

Fulgence Marie Auguste Bienvenüe (Uzel, 27 januari 1852 – Parijs, 3 augustus 1936) was een Frans ingenieur. Samen met Edmond Huet was hij de grondlegger van de metro van Parijs.

## Levensloop
Bienvenüe werd geboren als zoon van een notaris. Hij werd in 1870 toegelaten tot de École polytechnique, en twee jaar later tot de École nationale des ponts et chaussées. Na zijn afstuderen leidde hij de aanleg van twee spoorlijnen in Normandië. Bij een ongeluk op 25 februari 1881 verloor hij zijn linkerarm.
In 1884 werd Bienvenüe overgeplaatst naar Parijs. Hij nam de bouw van de spoorlijn Parijs-Straatsburg tot Épernay op zich. In 1886 kwam hij in dienst bij de gemeente Parijs. Bienvenüe liet de avenue de la République doorbreken tot Père-Lachaise, was betrokken bij het verbeteren van het Parc des Buttes-Chaumont en bij de bouw van de kabeltram in Belleville.

## Metro
In 1895 presenteerde Bienvenüe, voor rekening van de Compagnie du Chemin de fer métropolitian (CMP) van Édouard Empain, een ontwerp voor een elektrische metro in Parijs. Het plan werd in 1897 aangenomen en werd in 1898 tot openbaar nut verklaard. Nog datzelfde jaar begon de bouw van de eerste lijn, die gereed moest zijn voor de Wereldtentoonstelling van 1900. Lijn 1 liep van Porte de Vincennes naar Porte Maillot en werd op 19 juli 1900 geopend. In 1903 assisteerde hij Louis Biette bij het ontwerp voor het viaduc d'Austerlitz over de Seine dat door lijn 5 zou worden gebruikt.

## Laatste jaren
Toen de Eerste Wereldoorlog uitbrak meldde Bienvenüe zich aan als vrijwilliger; hij was op dat moment 62 jaar oud, en werd drie weken later gedemobiliseerd. Hij bleef verantwoordelijk voor de aanleg van de metro en werd in 1917 tevens directeur van de havens van Parijs. Hij verbeterde het Canal de l'Ourcq en het Canal Saint-Denis.
Bienvenüe ging in 1932 op 80-jarige leeftijd met pensioen. Hij overleed vier jaar later en werd op Père-Lachaise begraven.

## Privéleven
Bienvenüe was sinds 1910 gehuwd met Jeanne Loret.

## Eerbewijzen
- Legioen van Eer in 1879; bevorderd tot ridder in 1881, en tot officier in 1900; grootkruis in 1929.
- Gouden médaille van Parijs in 1924
- Op 30 juni 1933 werden de Place du Maine en het gelijknamige metrostation beide omgedoopt in Bienvenüe. Het metrostation is sinds 1942 onderdeel van station Montparnasse - Bienvenüe.
- In 1987 is door de Franse posterijen een aan Bienvenüe gewijde postzegel uitgegeven.[1]